# 参入障壁
参入障壁（さんにゅうしょうへき）とは、ある企業が市場へ加わろうとするときに負うが、市場の既存の企業は負わない費用のことである。
参入障壁の度合いが大きければ大きいほど、参入は難しくなる。参入障壁の発生条件としては政府による規制の他に、販売面であれば差別化、ブランドや企業のイメージ、流通方法などが挙げられ、また生産面では企業の資本の量、技術（特許やノウハウ）、価格などが挙げられる。
埋没費用の存在は、既存企業はもはや支払わなくて良いが、参入企業は支払わなければならないから、参入障壁をもたらす。
参入障壁に関する代表的な要因として次のものが挙げられる：
制度的な障壁事業を開始するにあたって、免許・許認可・承認・届出などの法的な規制が加えられると、それが障壁となる。電力・都市ガス・熱供給・水道等の公益事業、運輸業、金融分野、郵便・通信・放送分野、流通分野などでみられる。
大規模設備と規模の経済による障壁大規模な固定設備があるとそれに伴う規模の経済が大きくはたらき、生産量を大きくするほど平均費用が低下する。この場合、生産・供給を複数の企業に分割して行うよりも単一の企業に委ねるほうが費用効率性の面で好ましく、既存企業が市場を独占する傾向を持ち、市場は自然独占の形態となる。電力・ガス・水道事業などであてはまる。
コスト優位性による障壁優れた技術的知識、経験による学習、原料や部品の調達先の優先的な確保、流通網や販売網の優先的な囲い込みによって、既存企業はコスト面での優勢を持っており、参入障壁となる。
差別的優位性による障壁既存企業はブランド・ロイヤルティを確立しており、またスイッチング・コストによって消費者を囲い込むため、それらが参入障壁となる。食品のような経験財や、医薬費・化粧品などの信用材の分野ではブランド・ロイヤリティが参入障壁となる。
資本調達に関する障壁銀行側が参入企業がよく知られていないと言う理由などから融資を制限する可能性があり、参入企業にとって事業への参入障壁となる。